# Stenodesmus simillimus
Stenodesmus simillimus är en mångfotingart som först beskrevs av Jean-Henri Humbert och Henri Saussure 1869.  Stenodesmus simillimus ingår i släktet Stenodesmus och familjen Xystodesmidae. Inga underarter finns listade i Catalogue of Life.